# Phragmatobia arragonensis
Phragmatobia arragonensis là một loài bướm đêm thuộc phân họ Arctiinae, họ Erebidae.